# Vidadillo
Vidadillo de Almonacid (verkürzend meist Vidadillo) ist eine spanische Rotweinsorte, die auch unter dem Namen Crespiello bekannt ist. Sie wird heute nur noch an zwei Berghängen im Anbaugebiet 2001 als Vino de la Tierra klassifizierten Riebera del Jiloca südwestlich von Zaragosa angebaut. Vereinzelt soll man sie auch im benachbarten D.O. Cariñena finden. Diese Rebsorte war bis um 1900 in dieser Region verbreitet. Als ampelografisch ähnlich gilt Garnacha Tinta, mit der sie entgegen häufiger Falschmeldung nicht identisch ist.

## An- und Ausbau
Insbesondere auf kalkhaltigen Böden unter harten trockenen Bedingungen konnte ihr zufriedenstellender Ertrag abgerungen werden. Bis heute wurde sie vielfach gegen internationale, Ertrag-versprechendere Sorten ersetzt und gilt als nahezu ausgestorben. Die Reben sind kleinwüchsig, die Trauben hängen entsprechend tief am Boden. Sie wachsen sehr schnell und beanspruchen einen hohen Pflegeaufwand. Der Anbau erfolgt zwischen 600 und 1000 Meter Höhe.
Seine Farbe erinnert an Spätburgunder. Die Aromen sind verhalten: Eine nicht sehr intensive Nase öffnet die Geschmackssinne. Man spürt einen Hauch von Pflaume, Nelke und Tabak. Der wohlig-warme Körper am Gaumen enthält rauchige Noten in einem dezenten Tanningerüst. Vordergründig herrscht Wildkirsch, im Abgang Hibiskustee-Anklänge.

## Synonyme
Ferner ist die Traube bekannt unter den Namen: Canona, Garnacha Basta, Garnacha Gorda und Vitadillo.